# Saturnalia (gruppo musicale)
I Saturnalia sono stati un gruppo musicale inglese.

## Storia del gruppo
Fondati dal manager dei Curved Air Mark Hanau, i Saturnalia sono composti dalla cantante tedesca Aletta e altri quattro musicisti londinesi che componevano precedentemente un gruppo di nome Tears of Joy. Il loro unico album Magical Love del 1969 (secondo altre fonti sarebbe invece uscito nel 1973) venne prodotto da Keith Relf. Ricco di riferimenti mistici e astrologici, il disco alterna tracce acustiche a momenti di rock più duro che riportano alla mente i Jethro Tull e i Jefferson Airplane. Benché non particolarmente apprezzato dalla critica, viene ricordato per essere stato il primissimo picture disc della storia del rock assieme a Air Conditioning (1971) dei Curved Air. L'album verrà ristampato anche su CD.

## Formazione
- Aletta – voce
- Adrian Hawkins – voce
- Rod Roach – chitarra
- Richard Houghton – basso
- Tom Crompton – batteria

## Discografia

### Album in studio
- 1969 – Magical Love